# Гаспас, Моисей Григорьевич
Моисей Григорьевич Гаспас (4 июля 1921, Аккерман — 11 октября 1987, Кишинёв) — молдавский советский сценарист документального и игрового кино.

## Биография
Участник Великой Отечественной войны (радиотелеграфист 113-го миномётного полка 2-й миномётной бригады 6-й Артиллерийской Мозырьской дивизии), кавалер орденами Красной Звезды (1945) и Отечественной войны I степени (1985), медалями (был призван в июле 1941 года будучи студентом Кишинёвского пединститута). Оставшиеся в городе родители — Ева и Григорий Гаспас — погибли во время немецко-румынской оккупации.
После окончания Кишинёвского государственного педагогического института им. Иона Крянгэ в 1952 году работал редактором на киностудии «Молдова-филм», заведовал отделом хроники; в 1956—1963 годах — старший редактор. Был первым ответственным секретарём новообразованного Союза кинематографистов Молдавии (1963—1976). Автор и редактор текстов киножурналов «Советская Молдавия» (203 выпуска, 1956—1963). Занимался переводами с русского на молдавский язык.

## Семья
- Жена — Бина Израилевна Гаспас (урождённая Король, 1921—2013), родом из Арциза, учительница, директор кишинёвской школы № 28, участница Великой Отечественной войны (радистка)[9][10], племянница дирижёра Шико Аранова[11][12].
  - Дочь — Эвелина Моисеевна Гаспас (род. 1951), звукорежиссёр киностудии Молдова-филм («Женщина в белом», 1982; «Гобсек», 1987; «Без надежды надеюсь», 1989; «Вдвоём на грани времени», 1989; «И было хорошо», 1990)[13][14][15].

## Фильмография

### Художественные фильмы
- 1996 — Секреты Ириды (ЮАР, с Джаджем Майком)[16]
- 2004 — Семь невест для семерых братьев (Польша, с Антоном Бильжо)[17]

### Документальные фильмы
- 1959 — «За городской чертой» (сценарист и режиссёр)[18]
- 1959 — «На склонах Молдавии»
- 1961 — «Здесь печаталась „Искра“»[19]
- 1962 — «Здесь лирой северной…»[20]
- 1964 — «Они встретились вновь»
- 1968 — «Пьедестал»
- 1969 — «Самый жаркий август» (режиссёр Михаил Израилев)[21][22]
- 1970 — «Солдаты 44-го»
- 1971 — «Осень в Романештах»
- 1971 — «Молдавские эскизы» (режиссёр Михаил Израилев)
- 1973 — «Память города»
- 1974 — «Золотой юбилей»
- 1974 — «Сплав науки и производства»
- 1975 — «В стране белого аиста»
- 1977 — «Начинался поход в Кишинёве»
- 1978 — «Готовится смена»
- 1979 — «Город в степи»
- 1980 — «Бельцы»
- 1984 — «Услышать будущего зов»

### Редактор
- 1981 — «Мария, Мирабела»[23][24]

## Переводы
- Е. Н. Верейская. Внучка коммунара. Перевёл на молдавский язык М. Г. Гаспас. Кишинёв: Литература артистикэ, 1981.